# قوات الصواريخ الاستراتيجية (روسيا)
قوات الصواريخ الاستراتيجية أو قوات الصواريخ الاستراتيجية للاتحاد الروسي  تعد فرعًا عسكريًا للقوات المسلحة الروسية يتحكم في الصواريخ الباليستية العابرة للقارات. تم تشكيل RVSN لأول مرة في القوات المسلحة السوفيتية، وعندما انهار الاتحاد السوفياتي في ديسمبر 1991، غيرت فعليًا اسمها من السوفيات إلى القوات الصاروخية الاستراتيجية الروسية أو قوات الصواريخ الاستراتيجية.
تم إنشاء قوات الصواريخ الاستراتيجية في 17 ديسمبر 1959 باعتبارها القوة الرئيسية المستخدمة لمهاجمة الأسلحة النووية الهجومية العدو، والمنشآت العسكرية، والبنية التحتية الصناعية. قامت هذه القوات على تشغيل جميع الصواريخ البالستية متوسطة المدى والعابرة للقارات، والصواريخ البالستية متوسطة المدى التي يصل مداها إلى أكثر من 1000 كيلومتر. والقوات الاستراتيجية التكميلية داخل روسيا هي غواصات الصواريخ التابعة للبحرية الروسية والطيران بعيد المدى.

## تاريخ قوات الصواريخ الاستراتيجية
تم إنشاء أول وحدة لدراسة الصواريخ السوفيتية في يونيو 1946، من خلال إعادة تصميم فوج مدفع الهاون الثاني والتسعين التابع للحرس في باد بيركا في ألمانيا الشرقية ليكون اللواء 22 للاستخدام الخاص لمحمية القيادة العليا العليا. في 18 أكتوبر 1947، أجرى اللواء أول إطلاق لصاروخ باليستي ألماني سابق من نوع فاو-2 ، أو R-1 (صاروخ) ، من سلسلة كابوستين يار Range. في أوائل الخمسينيات، تم تشكيل اللواء 77 و 90 أيضًا لتشغيل R-1 (SS-1a "Scunner"). تم تشكيل اللواء 54 و 56 لإجراء اختبارات إطلاق R-2 (صاروخ) (SS-2 "Sibling") في Kapustin Yar في 1 يونيو 1952.
منذ عام 1959، أدخل السوفييت عددًا من الصواريخ الباليستية العابرة للقارات (ICBMs) في الخدمة، بما في ذلك R-12 (صاروخ) (SS-4 "Sandal")، وآر-7 سيميوركا (SS-6 "Sapwood")، و R-16 (صاروخ) (SS) -7 «السرج»)، R-9 ديسنا (SS-8 "Sasin")، R-26 (صاروخ) (بالنظر إلى اسم تقرير الناتو SS-8 "Sasin" نظرًا لتعريف غير صحيح باعتباره R-9)، R-36 (صاروخ) (SS-9 "Scarp")، و RT-21 درجة الحرارة 2S (SS-16 "Sinner")، والتي ربما لم يتم تشغيلها بالكامل. بحلول عام 1990، كانت جميع هذه الأنواع الأولى من الصواريخ قد تقاعدت من الخدمة. كانت هذه هي السنة ذاتها التي تم فيها تأسيس قوات الصواريخ الاستراتيجية رسمياً باعتبارها فرعًا تابعًا للقوات المسلحة تحت السيطرة المباشرة لوزارة الدفاع. يتم الاحتفال بتاريخ تأسيسه الرسمي، 17 ديسمبر، يوم قوات الصواريخ الاستراتيجية.
تم تشكيل جيوش صاروخية في عام 1960. تم تشكيل جيش الصواريخ رقم 43 وجيش الصواريخ الخمسين من الجيوش الجوية الثالثة والأربعين والخمسون السابقة للطائرة طويلة المدى.
أثناء اختبار لـ R-16 ICBM في 24 أكتوبر 1960، انفجر صاروخ الاختبار على اللوحة، مما أدى إلى مقتل القائد الأول للقوات المسلحة السودانية، قائد مشاة مدفعية ميتروفان إيفانوفيتش نيديلين. أصبحت هذه الكارثة، التي أخفيت تفاصيلها لعقود من الزمن، تُعرف باسم كارثة نيديلين. خلفه مارشال الاتحاد السوفيتي كيريل موسكالينكو، والذي خلفه سريعًا المارشال سيرجي بيريوزوف. تحت قيادة المارشال Вiryuzov نشر SRF صواريخ إلى كوبا في عام 1962 كجزء من عملية Anadyr . تم إرسال 36 صاروخًا متوسط المدى من طراز R-12 إلى كوبا، مستهلًا أزمة الصواريخ الكوبية. وقامت فرقة صواريخ الحرس 43 في جيش الصواريخ رقم 43 بإدارة الصواريخ أثناء وجودها في كوبا.
استولى المارشال نيكولاي كريلوف في مارس 1963 وخدم حتى فبراير 1972. خلال هذا الوقت، زار الرئيس الفرنسي شارل ديغول قوات الصواريخ الاستراتيجية في عام 1966. قام مع س. كريلوف بزيارة قسم الصواريخ في نوفوسيبيرسك، ثم بدعوة من ليونيد بريجينيف شارك في إطلاق صاروخ مظاهرة في محطة بايكونور الفضائية في جمهورية كازاخستان الاشتراكية السوفياتية. قائد مشاة المدفعية فلاديمير فيدوروفيتش تولوبكو قاد قوات الدعم السريع في الفترة من 12 أبريل 1972 إلى 10 يوليو 1985. أكد Tolubko رفع معايير اللياقة البدنية داخل SRF. خلفه الجنرال في الجيش يوري بافلوفيتش ماكسيموف، الذي تولى القيادة في الفترة من 10 يوليو 1985 إلى 19 أغسطس 1992.

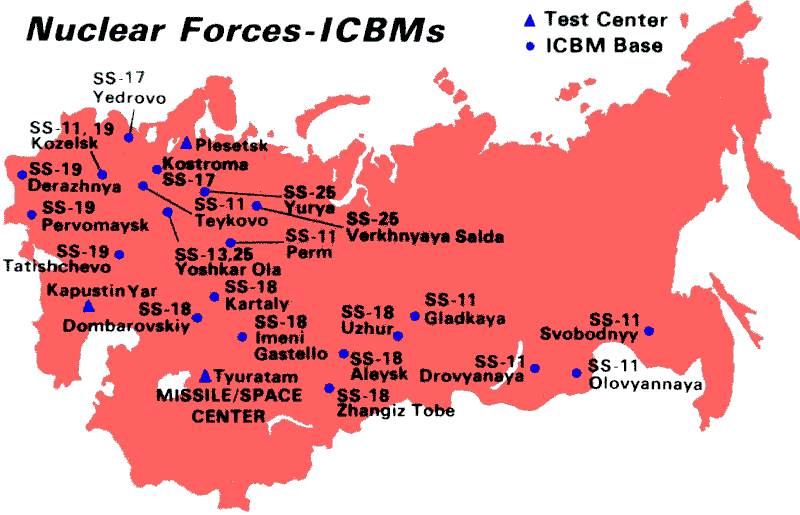
خريطة وزارة الدفاع الأمريكية لقواعد ICBM السوفيتية ، الثمانينات

وفقًا لمقال نشرته مجلة TIME عام 1980 نقلاً عن محللين من مؤسسة RAND ، كان يُمنع غير السلاف السوفيات عمومًا من الانضمام إلى قوات الصواريخ الاستراتيجية بسبب الشكوك حول ولاء الأقليات العرقية للكرملين.
في عام 1989، كان لدى قوات الصواريخ الاستراتيجية أكثر من 1400 صاروخ من طراز ICBM ، و 300 مركز للتحكم في الإطلاق، و 28 قاعدة صاروخية. قامت SMT أيضًا بتشغيل صواريخ بالستية متوسطة المدى من طراز RSD-10 (SS-20 "Sabre") و IR -12 (SS-4 «صندل») صواريخ بالستية متوسطة المدى (MRBMs). كان ثلثا القوة السوفيتية RSD-10 المحمولة على الطرق متمركزة في غرب الاتحاد السوفياتي وكانت تستهدف أوروبا الغربية. كان ثلث القوة يقع شرق جبال الأورال وكان يستهدف الصين بالدرجة الأولى. تم نشر صواريخ R-12 الأقدم في مواقع ثابتة في غرب الاتحاد السوفيتي. دعت معاهدة القوات النووية المتوسطة المدى، الموقعة في ديسمبر 1987، إلى القضاء على جميع صواريخ الـ RS3-10 و R-12 السوفيتية الـ 553 في غضون ثلاث سنوات. اعتبارا من منتصف عام 1989، تم القضاء على أكثر من 50 ٪ من صواريخ RSD-10 و R-12.
بحلول عام 1990، كان للاتحاد السوفياتي سبعة أنواع من العمليات القتالية العابرة للقارات حوالي 50 ٪ كانت ثقيلة من طراز R-36M (SS-18 'الشيطان') و UR-100N (SS-19 'Stiletto') من طراز ICBMs ، الذي حمل 80٪ من الرؤوس الحربية ICBM الأرضية. وبحلول هذا الوقت، كانت تنتج أيضًا هاتفًا محمولًا جديدًا، وبالتالي أجهزة ICBM قابلة للبقاء، RT-23 (SS-24 'Scalpel') وRT-2PM (SS-25 'Sickle'). في عام 1990، مع R-12 على ما يبدو متقاعدًا بالكامل، أفاد معهد الدراسات الإسماعيلية أنه كان هناك 350 وحدة UR-100s (SS-11 'Sego ،' Mod 2/3)، و 60 RT-2s (SS-13 "Savage") لا تزال في الخدمة في حقل صواريخ واحد، 75 UR-100MRs (SS-17 'Spanker ،' Mod 3، مع 4 MIRV)، 308 R-36Ms (معظمها Mod 4 مع 10 MIRV)، 320 UR-100Ns (معظمها Mod 3 مع 6 MIRV)، حوالي 60 RT-23s (صومعة والسكك الحديدية المتنقلة)، وحوالي 225 RT-2PMs (المحمول).
مثل معظم الجيش الروسي، كانت قوات الصواريخ الاستراتيجية محدودة الوصول إلى الموارد لمعدات جديدة في عهد يلتسين. ومع ذلك، أعطت الحكومة الروسية أولوية لضمان تلقي قوات الصواريخ صواريخ جديدة للتخلص التدريجي من النظم الأقدم والأقل موثوقية، ولإدماج قدرات أحدث في مواجهة التهديدات الدولية بسلامة تأثير الردع النووي الذي توفره الصواريخ، ولا سيما تطوير أنظمة الدفاع الصاروخي في الولايات المتحدة.
في عام 1995، صدر مرسوم رئيس روسيا № 1239 من 10 ديسمبر 1995 «يوم تأسيس يوم قوات الصواريخ الاستراتيجية ويوم قوات الفضاء العسكرية». في 16 يوليو 1997، وقع الرئيس بوريس يلتسين مرسومًا يضم قوات الفضاء الروسية وقوات الدفاع الصاروخي الفضائية (الروسية: Ракетно-космической обороны) في SMT. عند القيام بذلك، تم حل ما يقرب من 60 من الوحدات والمنشآت العسكرية. ومع ذلك، بعد أربع سنوات، في 1 يونيو 2001، تم إصلاح قوات الفضاء الروسية كفرع منفصل للخدمة من SMT.
لعب وزير الدفاع مارشال من الاتحاد الروسي إيغور سيرغييف، القائد السابق ل SMT من 19 أغسطس 1992 - 22 مايو 1997، دورا رئيسيا في ضمان التمويل لخدمته السابقة. خلفه الجنرال في الجيش فلاديمير ياكوفليف، الذي تولى قيادة الفريق في الفترة من يونيو 1997 حتى 27 أبريل 2001. خلف ياكوفليف العقيد نيكولاي سولوفتسوف، الذي عين في نفس اليوم. في أوائل عام 2009، قال سولوفتسوف إن 96٪ من جميع الصواريخ العابرة للقارات الروسية جاهزة للإطلاق في غضون دقيقة. تم فصل سولوفتسوف بدوره في يوليو إلى أغسطس 2009. تتضمن التكهنات حول سبب طرد سولوفتسوف معارضة إجراء مزيد من التخفيضات في الرؤوس الحربية للصواريخ البالستية المنشورة التي تقل عن 1500 أبريل، وهو حقيقة أنه قد بلغ سن التقاعد 60 عامًا، على الرغم من أنه قد تم تمديده مؤخرًا خدمة سنة أخرى، أو فشل صاروخ بولافا البحرية). بعد عام واحد فقط، تم استبدال الليفتنانت جنرال أندريه شفايشنكو، الذي عينه الرئيس ديمتري ميدفيديف في 3 أغسطس 2009، بنفسه. تم تعيين القائد الحالي لقوات الصواريخ الاستراتيجية، العقيد سيرجي كاراكاييف، في هذا المنصب بموجب مرسوم رئاسي بتاريخ 22 يونيو 2010.
يحتوي مقر RVSN على مطرقة ثقيلة خاصة يمكن استخدامها للوصول إلى أكواد الإطلاق إذا شعر القائد بالحاجة لاستخدامها، لكن ليس لديه حق الوصول العادي إلى الخزنة.

## الإنشاء
ووفقا ل نشرة جينز ديفنس ويكلي ، وRVSN الرئيسية مقر القيادة هي في Kuntsevo في ضواحي موسكو، مع مركز قيادة بديلة في جبل Kosvinsky في الاورال.
بدأت الآن طالبات في الانضمام إلى أكاديمية بيتر ذا غريت لصواريخ القوات الاستراتيجية. معاهد RVSN موجودة أيضا في Serpukhov وRostov-on-Don . يقع نطاق تأثير اختبار ICBM في الشرق الأقصى، وهو نطاق اختبار Kura ، على الرغم من أن هذا يخضع لقيادة قوات الدفاع الجوي منذ عام 2010. 
تشغل قوات الصواريخ الاستراتيجية أربعة أنظمة صاروخية متميزة. أقدم نظام هو الشيطان R-36M2 / SS-18 القائم على صومعة والذي يحمل عشرة رؤوس حربية، وسيكون آخر صاروخ في الخدمة حتى عام 2020. النظام الثاني هو UR-100NUTTH / SS-19 Stiletto الذي يستند إلى صومعة، وسيتم إزالة آخر صواريخ في الخدمة بستة رؤوس حربية بحلول عام 2019. من المقرر وقف تشغيل جهاز RT-2PM Topol / SS-25 المنقل برأس حربي بحلول عام 2019. هناك خدمة جديدة لدخول الصواريخ وهي RT-2UTTH Topol-M / SS-27 Sickle B برأس حربي واحد، منها 60 صومعة و 18 متحركة. سيتم إضافة بعض الصواريخ الجديدة في المستقبل. تم إطلاق Topol-M الذي تمت ترقيته لأول مرة باسم RS-24 Yars ، وهو يحمل ثلاثة رؤوس حربية، في عام 2010، وفي يوليو 2011 تم الانتهاء من أول فوج متنقل به تسعة صواريخ. في 2012-2017، تم وضع حوالي 80 سيارة من طراز ICBM في الخدمة الفعلية.
في السابق، كان يتعين الكشف عن تركيبة الصواريخ والرؤوس الحربية لقوات الصواريخ الاستراتيجية كجزء من تبادل بيانات معاهدة START I. ترتيب معركة القوات الذي تم الإبلاغ عنه مؤخرًا (يناير 2017) على النحو التالي:
- 27 صاروخ الحرس الحرس (مقر: فلاديمير)
  - 98 منفصلة سرب الطيران المختلطة
  - 7 صاروخ الحرس الحرس في Vypolzovo
  - قسم الصواريخ الرابع عشر في يوشكار-أولا مع 6 RS-24 ياردة محمولة RS-24 ياردة
  - 54 صاروخ الحرس الحرس في تيكوفو مع 18 المحمول RT-2UTTH Topol-M و 18 (ديسمبر 2011) [24] المحمول RS-24
  - 28 صاروخ الحرس الحرس في كوزيلسك مع 12 صومعة القائم على RS-24
  - 60 صاروخ شعبة في Tatischevo مع 30 صومعة UR-100N UTTH و 60 صومعة RT-2UTTH Topol-M
- 31 صاروخ جيش (مقر: روستوشي)
  - 102 السرب منفصلة الطيران المختلط
  - قسم الصواريخ راية حمراء 13th في Dombarovskiy مع 18 صومعة R-36M2 القائم والمتغيرات التجريبية المفترضة من UR-100N UTTH مع الرؤوس الحربية النهائية السرعة فوق الصوت (مشروع 4202).[25] سيتم استبدال R-36s بسيارة RS-28 Sarmat الجديدة عند التشغيل.[26]
  - 42 صاروخ شعبة في نيجني تاجيل مع 27 المحمول RS-24 ياردة
- 33 صاروخ الحرس الحرس (المقر الرئيسي: أومسك)
  - 105 السرب منفصلة الطيران المختلط
  - 35 صاروخ تقسيم في بارناول مع 36 المحمول توبول آر إس- 12 إم
  - 39 صاروخ الحرس الحرس في نوفوسيبيرسك مع 27 المحمول RS-24 ياردة
  - 62 صاروخ شعبة في أوزور مع 28 صومعة R-36M2 ، والتي سوف تحل محل أيضا مع آر اس-28 عند التشغيل.

### أعداد الصواريخ والرؤوس الحربية
قوات الصواريخ الاستراتيجية لديها:
- 46 صومعة R-36 (صاروخ) .

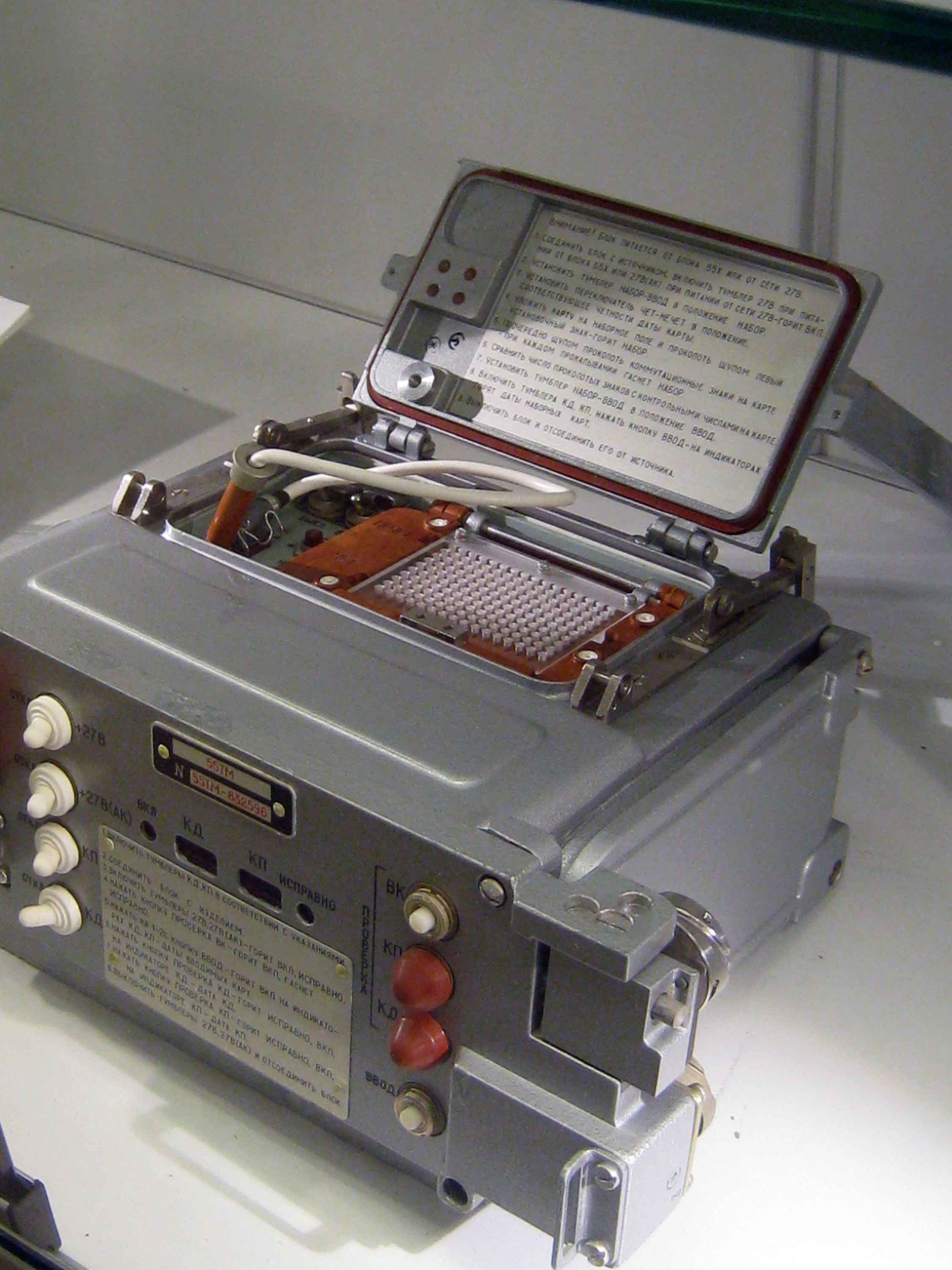
إطلاق جهاز الترخيص

- 30 صومعة UR-100N (SS-19) قائمة على أساس الصوامع، تقاعد 2019-2020
- 56 هاتف توبول آر إس- 12 إم، تم وضع علامة عليه للتقاعد في المستقبل
- 60 توبول إم القائم على صومعة "Topol M" (SS-27)
- 18 RT-2UTTH المحمول "Topol M" (SS-27)
- 20 صومعة RS-24 "Yars" (SS-29)
- 90 هاتف محمول RS-24 "Yars" (SS-29)

## المستقبل
وفقًا لاتحاد العلماء الأمريكيين، في المستقبل المنظور، ستكون جميع عمليات النشر الجديدة للإصدار ICBM الروسي من إصدارات مركبة إعادة الدخول المتعددة المستهدفة بشكل مستقل من SS-27 "Topol-M" ، على الرغم من أنه يتم تطوير «ICBM جديد» و «ICBM ثقيل». بحلول أوائل عام 2020، وفقًا للإعلانات الأخيرة الصادرة عن مسؤولين عسكريين روس، ستختفي كل من SS-18 و SS-19 و SS-25. سيؤدي هذا التطوير إلى ترك بنية قوة ICBM روسية تستند إلى خمسة تعديلات على SS-27 تعمل بالوقود الصلب (SS-27 Mod 1 القائمة على الصوامع والهواتف النقالة؛ SS-27 Mod 2 القائمة على الصوامع والهواتف المحمولة (RS-24 Yars)؛ و RS-26 Rubezh) وRS-28 Sarmat بالوقود السائل مع حمولة كبيرة - إما MIRV أو بعض الحمولة المتقدمة للتهرب من أنظمة الدفاع الصاروخي. على الرغم من أن القوة المستقبلية ستكون أصغر، إلا أن نسبة أكبر منها سيتم نقلها من حوالي 36 في المائة في عام 2014 إلى حوالي 70 في المائة بحلول عام 2024.

## روابط خارجية
- الصفحة الرسمية
- تهديد صاروخ CSIS - روسيا
- متحف قوات الصواريخ الاستراتيجية الموقع الرسمي
- دفتر النووي الروسي 2019 - القوات والانقسامات الصاروخية

## وصلات خارجية
- Strategic Missile Troops museum Official Website